# Stenodryas rugosula
Stenodryas rugosula là một loài bọ cánh cứng trong họ Cerambycidae.